# モナハン (DD-32)
|          |                                                   |
| 艦歴     |                                                   |
| 発注     |                                                   |
| 起工     | 1910年6月1日                                      |
| 進水     | 1911年2月18日                                     |
| 就役     | 1911年6月21日（海軍） 1925年6月30日（沿岸警備隊） |
| 退役     | 1919年11月4日（海軍） 1931年1月29日（沿岸警備隊） |
| その後   | 1934年8月22日に売却                               |
| 除籍     | 1933年7月1日                                      |
| 性能諸元 |                                                   |
| 排水量   | 742トン                                           |
| 全長     | 293 ft 11 in (89.6 m)                             |
| 全幅     | 26 ft 11 in (8.2 m)                               |
| 吃水     | 8 ft 4 in (2.5 m)                                 |
| 機関     | 重油専焼缶4基                                     |
| 最大速   | 29.5ノット (55 km/h)                              |
| 乗員     | 士官、兵員89名                                    |
| 兵装     | 3インチ砲5門 18インチ魚雷発射管6門                |

モナハン (USS Monaghan, DD-32) は、アメリカ海軍の駆逐艦。ポールディング級駆逐艦の1隻。艦名はジョン・R・モナハン少尉に因む。

## 艦歴

### 海軍で
モナハンは1910年6月1日にバージニア州ニューポート・ニューズのニューポート・ニューズ造船所で起工した。1911年2月18日にF・J・ガヴィン夫人（モナハン少尉の姉妹）によって命名、進水し、1911年6月21日に艦長W・P・クロナン少佐の指揮下就役する。
就役後は大西洋艦隊に配属され、艦隊即応訓練および実戦に備えた作戦活動を行う。アメリカ合衆国が第一次世界大戦に参戦し、モナハンの最初の実戦活動は大西洋岸沿いの偵察であった。その後大西洋中央部の危険海域において船団護衛を行った。1917年11月から停戦成立まで、モナハンはヨーロッパ海域でUボートの脅威に対する対潜哨戒を行った。
占領任務から帰還したモナハンは、1919年11月4日にフィラデルフィアで退役した。

### 沿岸警備隊で
モナハンは1924年6月7日に沿岸警備隊に移管され、ラム・パトロールに参加した。モナハンはコネチカット州ニューロンドンに配属され、その後1930年にマサチューセッツ州ボストンに移動した。
モナハンは1931年5月8日に海軍に返還された。1933年7月1日に除籍され、ロンドン海軍軍縮条約に従って1934年8月22日にニューヨーク州ブルックリンのマイケル・フリン社にスクラップとして売却された。